# Ernst von Mauderode
Michael Wilhelm Heinrich Ernst von Mauderode (* 21. Februar 1780 in Brieg; † 2. September 1863 in Berlin) war ein preußischer Generalmajor.

## Leben

### Herkunft
Ernst war der Sohn des preußischen Majors Heinrich Ernst von Mauderode (1735–1791) und dessen Ehefrau Wilhelme, geborene von Zaremba-Kalinowa (1754–1819), Tochter des Generals Michael Konstantin von Zaremba.

### Militärkarriere
Mauderode trat am 1. Juli 1790 als Gefreitenkorporal in das Infanterieregiment „von Gentzkow“ der Preußischen Armee ein, wurde aber Mitte August 1791 dem Berliner Kadettenhaus überwiesen und absolvierte dann die Académie militaire. Nach seinem Abschluss versah er ab Mitte September 1797 als Fähnrich Dienst im Infanterieregiment „Fürst Hohenlohe“ und avancierte Ende Juni 1798 zum Sekondeleutnant. Im Vierten Koalitionskrieg nahm er an der Schlacht bei Jena teil und schied nach dem Frieden von Tilsit Mitte November 1807 aus der Armee aus.
Im Vorfeld der Befreiungskriege trat Mauderode 12. März 1813 wieder in die Armee ein und wurde Adjutant bei General von Kessel. In dieser Stellung stieg er bis Ende November 1813 zum Stabskapitän auf. Vom 19. April bis zum 31. Juli 1814 war er Adjutant bei General von Gaudi. Anschließend wurde Mauderode zur 2. Division des Allgemeinen Kriegsdepartements im Kriegsministerium versetzt und am 12. Februar 1815 zum Kapitän befördert.
Nach dem Krieg folgte am 17. Februar 1817 seine Versetzung in die Adjutantur und Verwendung als Adjutant bei der Generalinspektion des Ingenieurkorps. Unter Beförderung zum Major wurde Mauderode am 30. März 1818 Adjutant bei der Generalinspektion der Festungen. Im Jahr 1832 wurde er in den Johanniterorden aufgenommen. Am 30. März 1834 wurde er Oberstleutnant und unter Belassung in seiner Stellung Mitglied der Studienkommission der Artillerie- und Ingenieurschule. Bis Ende März 1836 stieg Mauderode zum Oberst auf und erhielt im Januar 1846 anlässlich des Ordensfestes den Roten Adlerorden II. Klasse mit Eichenlaub. Unter Verleihung des Charakters als Generalmajor nahm er am 6. März 1849 seinen Abschied mit Pension. Er starb am 2. September 1863 in Berlin.

### Familie
Mauderode heiratete am 5. Januar 1810 in Breslau Sophie von Hauteville-Jacquemin (1786–1866), die Tochter des Oberstleutnants Franz von Hauteville. Aus der Ehe gingen folgende Kinder hervor:
- Franziska (1811–1866), Malerin
- Pauline (1812–1892) ⚭ 1839 Friedrich Karl Hermann Viktor von Kehler (1804–1886), Geheimer Legationsrat und Sohn des Generalmajors Karl von Kehler
- Henriette (1822–1846)
- Bodo (1825–1844)